# دوف كارمل
دوف كارمل (بالمجرية: Dov Carmel)‏ (بالعبرية: דב כרמל‏) هو ملحن مجري وإسرائيلي، ولد في 1932 في بودابست في المجر.